# 조 라라
조 라라(Joe Lara, 1962년 10월 2일 ~ 2021년 5월 29일)는 미국의 배우, 텔레비전 배우, 작곡가 겸 작사가, 영화 배우, 가수, 영화 프로듀서, 스턴트 배우, 모델이다.

## 영화
- 스타파이어(2002년)
- 둠스데이어(2000년) - 잭 로건 역
- 특명 델타 포스 4(1999년)
- 테러 인 리마(1999년)
- 암스트롱(1998년)
- 특명 델타 포스(1997년) - 네쉬 역
- 워헤드(1996년)
- 타잔 - 조 라라 편 2(1996년)
- 타잔 - 96년 TV 시리즈(1996년)
- 휴먼 타임범(1996년)
- 스틸 프론티어(1995년)
- 에퀴녹스(1995년)
- 레이저 맨(1995년)
- 악몽의 섬(1992년)
- 아메리칸 사이보그(1992년)
- 미드나잇 대결전(1991년)
- 건스모크 2(1990년)
- 타잔 - 조 라라 편 1(1989년)
- 악령의 베트남(1988년)